# Progarypus liliae
Progarypus liliae är en spindeldjursart som beskrevs av Volker Mahnert 200. Progarypus liliae ingår i släktet Progarypus och familjen Olpiidae. Inga underarter finns listade i Catalogue of Life.